# Alicja Grimaldi
Marie Alice Grimaldi, z domu Heine, księżna Monako, księżna Richelieu (ur. 10 lutego 1858 w Nowym Orleanie, zm. 22 grudnia 1925 w Paryżu) – od 30 października 1889 do 26 czerwca 1922 księżna Monako jako żona księcia Alberta I, po jego śmierci nosiła tytuł księżnej wdowy.

## Dzieciństwo i młodość
Maria, szerzej znana pod swoim drugim imieniem Alicja, urodziła się 10 lutego 1858 roku w Nowym Orleanie w stanie Luizjana w Stanach Zjednoczonych. Jej ojcem był Michael Heine, bankowiec mający pochodzenie niemieckie i żydowskie. Urodził się we Francji, ale przeprowadził do Stanów Zjednoczonych w 1843 i został tam odnoszącym sukcesy finansistą. Był kuzynem poety Heinricha Heinego. Matka Alicji to Amelia Maria Celesta Miltenberger, córka architekta, pochodzącego z Alzacji.
Wojna w Stanach Zjednoczonych spowodowała, że rodzina powróciła do Francji. Nastoletnia Alicja robiła wrażenie na członkach tamtejszych wyższych sfer. Była piękną kobietą, podobnie jak jej matka. Firma ojca Alicji wspomagała finansowo wojnę Napoleona III Bonaparte z Prusami.

## Małżeństwa i rodzina
27 lutego 1875 w Paryżu Alicja poślubiła Marie Odet Armand Aimable de la Chapelle, markiza Jumihac, 7. księcia Richelieu i Fronsac. 21 grudnia tego samego roku przyszedł na świat ich jedyny syn, Armand de la Chapelle. Został on ósmym i ostatnim księciem Richelieu. Zmarł 30 czerwca 1952 w Nowym Jorku, nie pozostawiając żadnego potomstwa. W dniu ślubu Alicja miała siedemnaście lat, owdowiała zaledwie cztery lata później, gdy jej mąż umarł dnia 28 czerwca 1880.
Jej drugim mężem został Albert I Grimaldi, książę Monako. Pobrali się 30 czerwca 1889 w Paryżu. Książę objął monakijski tron zaledwie kilka miesięcy wcześniej, był rozwodnikiem (jego pierwszą żoną była arystokratka brytyjska Maria Wiktoria Hamilton) i miał jednego syna ze swojego wcześniejszego małżeństwa, Ludwika.

## Księżna Monako
Alicja jako księżna wspierała poczynania swojego męża. Jej wielką zasługą jest to, że całą energię poświęciła na uczynienie Monako jednym z centrów kulturowych świata. Doprowadziła do powstania w księstwie opery, teatru i baletu, a jej współpracownikiem był wybitny Rosjanin Siergiej Dagilew.
Małżeństwo Alicji z Albertem rozpadło się wkrótce, od 1902 roku przebywali w legalnej separacji. Nie rozwiedli się jednak, kobieta nie straciła zatem swojego tytułu. Przeżyła męża, który zmarł w 1922 roku. Wówczas uzyskała tytuł księżnej wdowy i nosiła go do swojej śmierci dnia 22 grudnia 1925 roku.